# Associazione Calcio Femminile Torino Gan Italia 645 2002-2003
Questa voce raccoglie le informazioni riguardanti l'Associazione Calcio Femminile Torino Gan Italia 645 nelle competizioni ufficiali della stagione 2002-2003.

## Organigramma societario
Dati estratti dal sito Calciodonna.it
Area amministrativa
- Presidente: Cosimo Bersano
- Dirigente accompagnatore: Alberto Cerutti
- Addetto alle pubbliche relazioni: Tobia Giordano

Area tecnica
- Allenatore: Piero Sereno (dalla 1ª all'8ª giornata)
- Allenatori: Cosimo Bersano ed Elisa Miniati (dall'8ª alla 26ª giornata)
- Preparatore dei portieri: Gianfranco Ruggero
- Massaggiatrice: Gheda Martide
- Medico sociale: Enrico Buttafarro

## Rosa
| N. |                   | Ruolo | Calciatrice            |
| -- | ----------------- | ----- | ---------------------- |
|    | Italia (bandiera) | P     | Rita Carmela Caravilla |
|    | Italia (bandiera) | P     | ?. Geraci              |
|    | Italia (bandiera) | D     | Federica Bettoja       |
|    | Italia (bandiera) | D     | Antonella Garagliano   |
|    | Italia (bandiera) | D     | Gloriana Grasso        |
|    | Italia (bandiera) | D     | Patrizia Pianotti      |
|    | Italia (bandiera) | C     | Grazia Cancelliere     |
|    | Italia (bandiera) | C     | Marta Carissimi        |
|    | Italia (bandiera) | C     | Simona Daniele         |

| N. |                     | Ruolo | Calciatrice             |
| -- | ------------------- | ----- | ----------------------- |
|    | Italia (bandiera)   | C     | Rosangela Impagnatiello |
|    | Svizzera (bandiera) | C     | Serenella Liberati      |
|    | Italia (bandiera)   | C     | Luciana Mazzarella      |
|    | Italia (bandiera)   | A     | Elisa Miniati           |
|    | Italia (bandiera)   | A     | Cristina Gangheri       |
|    | Italia (bandiera)   | A     | Samanta Grando          |
|    | Italia (bandiera)   | A     | Giorgia Policino        |
|    | Italia (bandiera)   | A     | Simona Sodini           |
|    | Italia (bandiera)   | ?     | ?. Margiotta            |

## Calciomercato

### Sessione estiva
| Acquisti | Acquisti           | Acquisti            | Acquisti   |
| R.       | Nome               | da                  | Modalità   |
| -------- | ------------------ | ------------------- | ---------- |
| P        | Geraci             | Chierisport 97      | svincolata |
| D        | Federica Bettoja   | Juventus CVA        | svincolata |
| D        | Gloriana Grasso    | Juventus CVA        | svincolata |
| C        | Marta Carissimi    | società maschile    | svincolata |
| C        | Serenella Liberati | Campionato svizzero | svincolata |
| A        | Cristina Gangheri  | La Chivasso         | prestito   |
| A        | Samanta Grando     | Juventus CVA        | svincolata |
| A        | Simona Sodini      | Atletico Oristano   | prestito   |
| ?        | Crepaldi           | Juventus CVA        | svincolata |
| ?        | Emanuello          | società maschile    | svincolata |

|  |

## Risultati

### Serie A

#### Girone di andata
| 14 settembre 2002, ore 16:00 CEST 1ª giornata | Torino | 1 – 3 | Enterprise Lazio |  |

| Monza 21 settembre 2002, ore 16:00 CEST 2ª giornata | Fiammamonza | 1 – 1 | Torino | Stadio Gino Alfonso Sada |

| 13 ottobre 2002, ore 15:30 CEST 3ª giornata | Torino | 1 – 5 | Foroni Verona |  |

| Brembate di Sopra 19 ottobre 2002, ore 15:30 CEST 4ª giornata | Bergamo R | 4 – 1 | Torino | Centro sportivo comunale |

| 26 ottobre 2002, ore 15:30 CEST 5ª giornata | Torino | 2 – 2 | Lucca 7 |  |

| 2 novembre 2002, ore 14:30 CET 6ª giornata | ACF Milan | 2 – 3 | Torino |  |

| Arbitro: | Spinelli (Roma) |

|                                                   |           |                    |
| Sodini 27’ (rig.) Impagnatiello 52’ Margiotta 88’ | Marcatori | 35’ (rig.) Placchi |

| 14 dicembre 2002, ore 14:30 CET 12ª giornata | Torino | 1 – 1 | Letti Cosatto Tavagnacco |  |

#### Girone di ritorno
| 8 febbraio 2003, ore 14:30 CET 18ª giornata | Lucca 7     | 0 – 2 (a tav.) | Torino | \| Arbitro: \| Turi (Pisa) \| |
| Arbitro:                                    | Turi (Pisa) |                |        |                               |

| 22 febbraio 2003, ore 14:30 CET 19ª giornata | Torino | 1 – 3 | ACF Milan |  |

| Porto Torres 1º marzo 2003, ore 15:00 CET 20ª giornata | Torres Terra Sarda | 5 – 1 | Torino | Stadio comunale |

| Tavagnacco 3 maggio 2003, ore 16:00 CEST 25ª giornata | Letti Cosatto Tavagnacco | 2 – 1 | Torino | Stadio comunale |

| 10 maggio 2003, ore 16:00 CEST 26ª giornata | Torino | 0 – 2 | Agliana |  |

### Coppa Italia

#### Terza fase
| 8 settembre 2002, ore 16:00 CEST | Piossasco | 0 – 1 | Torino |  |

#### Ottavi di finale
| Verona 15 febbraio 2003, ore 14:30 CET Andata         | Foroni Verona | 2 – 0 | Torino |  |
| \| \| \| \| \| Gazzoli Tagliacarne \| Marcatori \| \| |               |       |        |  |
|                                                       |               |       |        |  |
| Gazzoli Tagliacarne                                   | Marcatori     |       |        |  |

| 22 marzo 2003, ore 15:00 CET Ritorno | Torino | 1 – 9 | Foroni Verona |  |

## Statistiche

### Statistiche di squadra
| Competizione | Punti | In casa | In casa | In casa | In casa | In casa | In casa | In trasferta | In trasferta | In trasferta | In trasferta | In trasferta | In trasferta | Totale | Totale | Totale | Totale | Totale | Totale | DR  |
| Competizione | Punti | G       | V       | N       | P       | Gf      | Gs      | G            | V            | N            | P            | Gf           | Gs           | G      | V      | N      | P      | Gf     | Gs     | DR  |
| ------------ | ----- | ------- | ------- | ------- | ------- | ------- | ------- | ------------ | ------------ | ------------ | ------------ | ------------ | ------------ | ------ | ------ | ------ | ------ | ------ | ------ | --- |
| Serie A      | 23    | 13      | -       | -       | -       | -       | -       | 13           | -            | -            | -            | -            | -            | 26     | 6      | 5      | 15     | 30     | 62     | -32 |
| Coppa Italia | -     | 1       | 0       | 0       | 1       | 1       | 9       | 2            | 1            | 0            | 1            | 1            | 2            | 3      | 1      | 0      | 2      | 2      | 11     | -9  |
| Totale       | -     | 14      | -       | -       | -       | -       | -       | 15           | -            | -            | -            | -            | -            | 29     | 7      | 5      | 17     | 32     | 73     | -41 |

### Andamento in campionato
| Giornata  | 1  | 2  | 3  | 4  | 5 | 6 | 7 | 8 | 9 | 10 | 11 | 12 | 13 | 14 | 15 | 16 | 17 | 18 | 19 | 20 | 21 | 22 | 23 | 24 | 25 | 26 |
| --------- | -- | -- | -- | -- | - | - | - | - | - | -- | -- | -- | -- | -- | -- | -- | -- | -- | -- | -- | -- | -- | -- | -- | -- | -- |
| Luogo     | C  | T  | C  | T  | C | T | C | T | C | T  | C  | C  | T  | T  | C  | T  | C  | T  | C  | T  | C  | T  | C  | T  | T  | C  |
| Risultato | P  | N  | P  | P  | N | V | V | P | P | V  | N  | N  | P  | P  | P  | P  | N  | V  | P  | P  | V  | P  | V  | P  | P  | P  |
| Posizione | 13 | 13 | 13 | 13 |   |   |   |   |   |    |    | 8  |    |    |    |    |    |    |    |    |    |    |    | 9  | 9  | 9  |

Legenda:

Luogo: C = Casa; T = Trasferta. Risultato: V = Vittoria; N = Pareggio; P = Sconfitta.

### Statistiche delle giocatrici
| Giocatore | Serie A  | Serie A | Serie A     | Serie A    | Coppa Italia | Coppa Italia | Coppa Italia | Coppa Italia | Totale   | Totale | Totale      | Totale     |
| Giocatore | Presenze | Reti    | Ammonizioni | Espulsioni | Presenze     | Reti         | Ammonizioni  | Espulsioni   | Presenze | Reti   | Ammonizioni | Espulsioni |
| --------- | -------- | ------- | ----------- | ---------- | ------------ | ------------ | ------------ | ------------ | -------- | ------ | ----------- | ---------- |